# Liste der Autobahnen in Thailand

Autobahn 7 (mautfreier Abschnitt)

Autobahn 7 (mautpflichtiger Abschnitt)

Autobahnen werden in Thailand entweder Thang Luang Phiset (ทางหลวงพิเศษ; auf Englisch „Motorways“) genannt, wenn sie ebenerdig gebaut sind, oder Thang Phiset (ทางพิเศษ; „Expressways“), wenn sie als Hochstraße ausgeführt sind (überwiegend im Großraum Bangkok). Die Autobahnen sind meistens mautpflichtig. Allgemein gilt eine Geschwindigkeitsbeschränkung von 120 km/h.
Die erste Autobahn wurde in Thailand 1981 eröffnet, es war die Stadtautobahn Chaloem Maha Nakhon Expressway.
Autobahnen mit grüner Beschilderung sind mautfrei, mit blauer Beschilderung sind mautpflichtig.
Seit den 1990er Jahren wird der Bau von Expressway und Motorways in Thailand vorangetrieben, sind jedoch nicht mit den oftmals als solche bezeichneten mehrspurigen Schnellstraßen (so genannten Highways), die aber die Kriterien für Autobahnen nicht erfüllen mangels Kreuzungsfreiheit und Einschränkung der Fahrzeugarten zu verwechseln. Diese mehrspurigen Schnellstraßen sind nach dem Vorbild der in Großbritannien üblichen Dual Carriageway angelegt. Sie werden in Thailand auch „Divided Highway“ genannt, bei dem die beiden Richtungsfahrbahnen getrennt sind. Expressways in Bangkok sind meist als Hochstraße ausgeführt.
Die Autobahnen sind nicht eigenständig, sondern im Rahmen der allgemeinen Nummerierung für Landstraßen in Thailand beziffert.

## Motorways

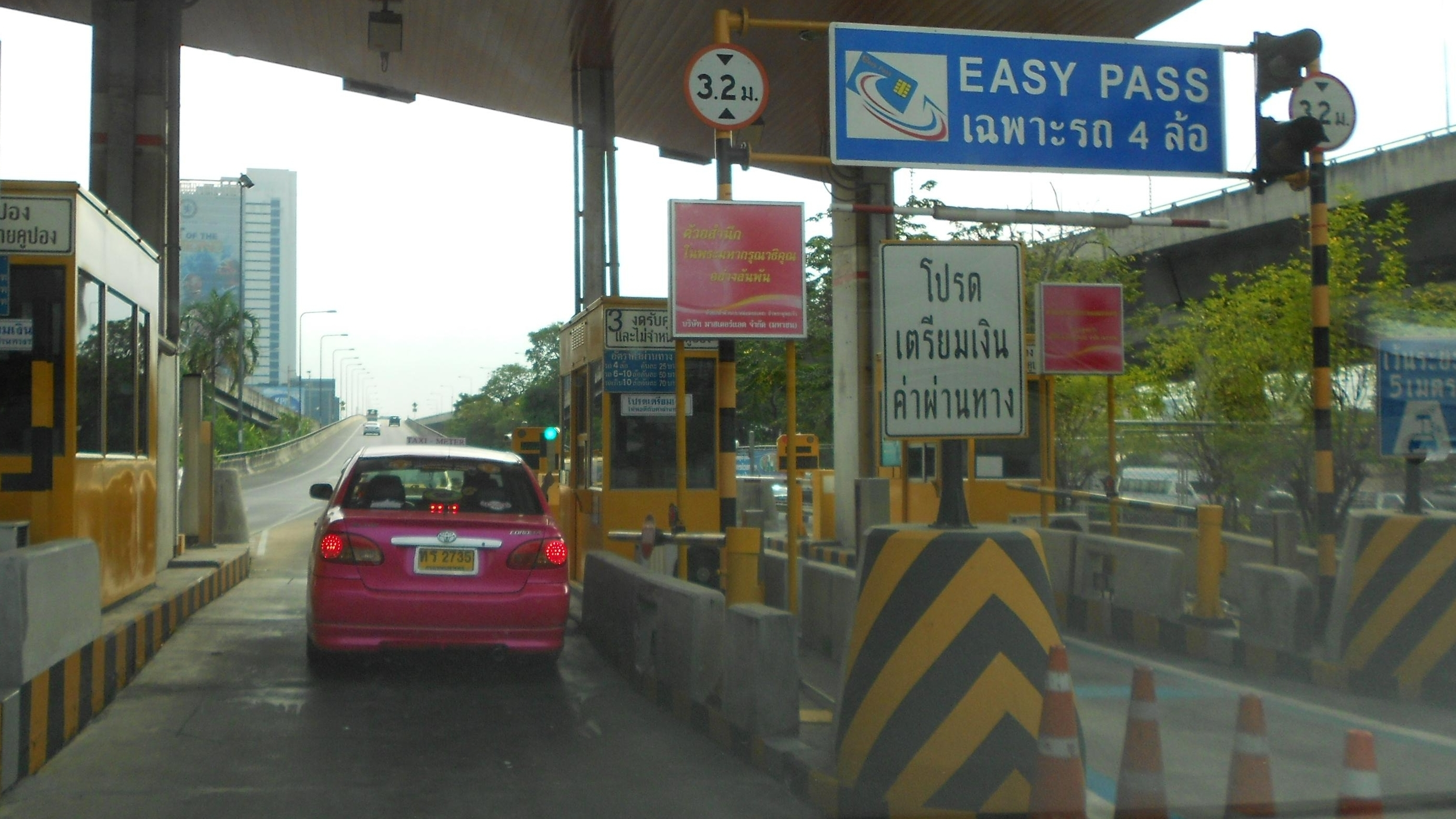
Mautstation in Bangkok

- Bang Pa-in–Nakhon Ratchasima Motorway (196 km) (im Bau)[2]
- Bangkok–Chonburi Motorway (149 km)
- Bang Yai – Kanchanaburi Intercity Motorway (96 km) (im Bau)[3]
- Outer Bangkok Ring Road

### Geplant
- Don Mueang Tollway – Bang Pa-in – Nakhon Sawan – Phitsanulok – Lampang – Chiang Mai – Chiang Rai (755,6 km)
- Nakhon Ratchasima – Khon Kaen – Nong Khai (339,5 km)
- Bangkok Outer Ring Road – Samut Songkhram – Cha Am – Prachuap Khiri Khan – Songkhla (951,4 km)
- Dritte Ringautobahn Bangkok
- Saraburi – Bang Pakong Motorway (Spange zwischen Motorway 6 und Motorway 7)

## Expressways

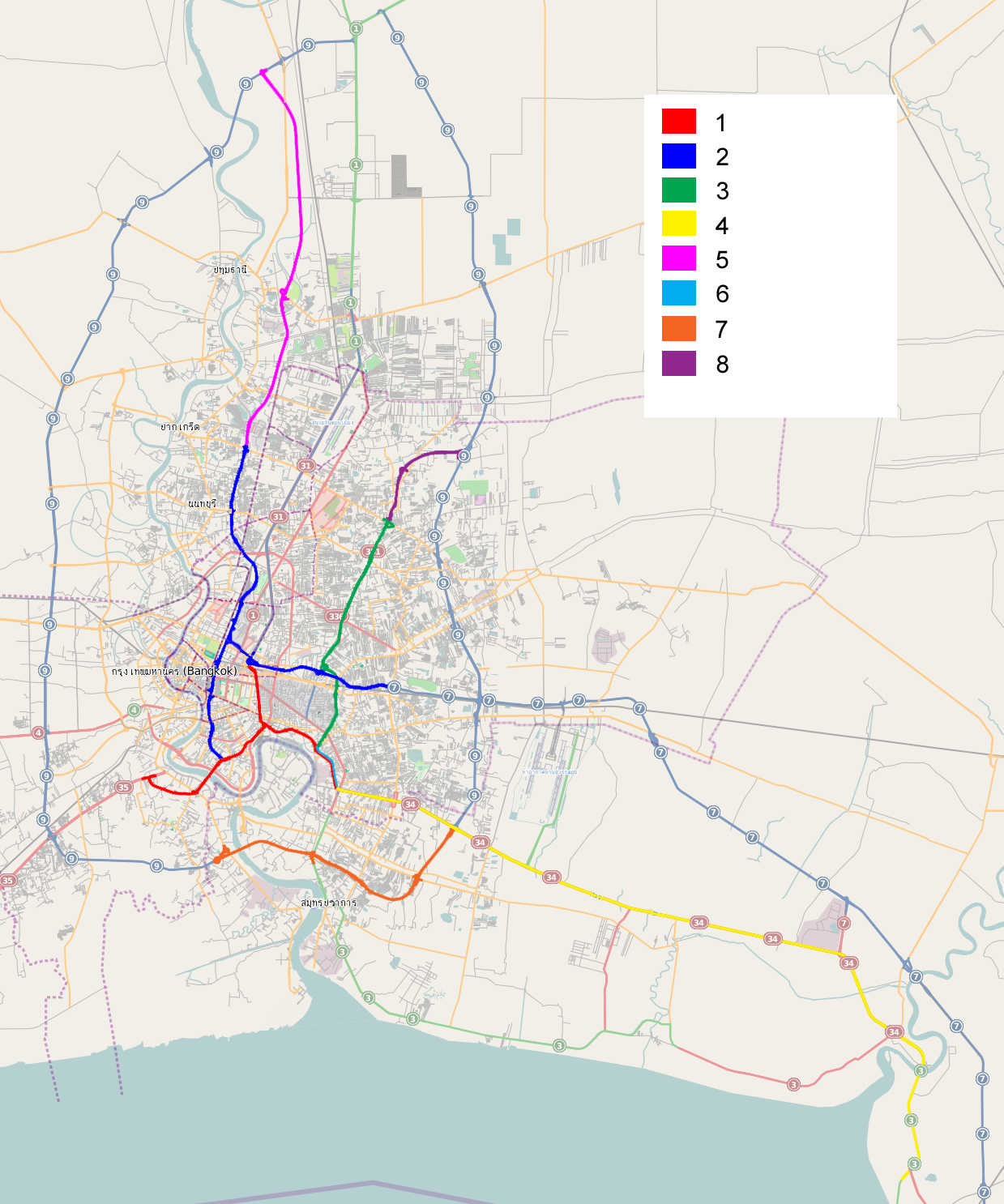
Expressway und Motorway System in Bangkok

- Chaloem Maha Nakhon Expressway (Route 1 Expressway)
- Si Rat Expressway (Route 2 Expressway)
- Chalong Rat Expressway (Route 3 Expressway)
- Burapha Withi Expressway (Bang Na Expressway, Route 4 Expressway)
- Udon Ratthaya Expressway (Route 5 Expressway)
- Third stage expressway At Narong – Bang Na (Route 6 Expressway)
- South Thanon Kanchanaphisek Ring (Suksawat – Bang Phli, Route 7 Expressway)
- Ramindra – Outer Ring Road Expressway (Route 8 Expressway)
- Uttaraphimuk Elevated Tollway (Don Mueang Tollway, Route 31 Expressway)

### Geplant
In Klammern jeweils das Jahr der geplanten Fertigstellung:
- Srinakarin – Bang Na – Samut Prakan (2014)
- Si Rat – Dao Khanong Expressway (2015)
- Third Stage Expressway südlicher Abschnitt (2017)
- Third Stage Expressway nördlicher Abschnitt (2017)
- Bang Pun – Tanya Buri – Outer Ring Road (2018)
- Suvarnabhumi Expressway M1 (2019)
- Rama II – Phet Kasem – Nonthaburi (2020)
- Rama IV – Taksin – Outer Ring Road (2021)
- Dao Khanong – Outer Ring Road (2021)